# Irpin
 For alternative betydninger, se Irpin (by).
Irpin (også Irpen; ukrainsk: Ірпінь, tr. Irpín; russisk: Ирпень, tr. Irpen) er en biflod til Dnepr i Ukraine.
Floden er 162 km lang og løber gennem byen Irpin. Irpin udmunder i Dnepr ved Kyivreservoiret, som er opstået på grund af dæmningen ved Kijev vandkraftværk. Dneprs vandstand er på i reservoiret hævet med 6,5-7 m. Derfor bliver vandet fra Irpin pumpet op i Kyivreservoiret af elektriske pumper. Irpin løber således bogstaveligt talt opad.

## Historie
Området omkring Irpin var centrum i Kijevriget og krøniker nævner floden i forbindelse med flere vigtige historiske begivenheder, balndt andet Slaget ved Irpin i 1321, hvor storfyrsten af Litauen, Gediminas, fik kontrol over områderne, der nu udgør det centrale Ukraine.
Under 2. verdenskrig i 1941 etablerede den sovjetiske hær den første linje i forsvaret af Kyiv mod Nazitysklands invasion ved floden Irpin.

## Bifloder
Irpins bifloder over 10 km længde er Lupa, Kudelja, Butja, Rokatj, Unava, Nivka, Gorenka og Bobritsja.

## Byer ved Irpin
- Irpin
- Bilohorodka
- Ljutisch
- Demydow